# Uchimurasaki (Citrus)
Ne doit pas être confondu avec le bivalve homonyme ''Saxidomus purpurata''.
Espèce
Uchimurasaki est un cultivar de pamplemoussier (Citrus maxima) japonais dont la pulpe présente des nuances pourpres: ムラサキ (murasaki) signifie pourpre, violet, dues à des caroténoïdes. Sa culture jadis importante est devenue marginale et le fruit est peu diffusé.

## Dénomination
内紫 / ウチムラサキ (Uchimurasaki) est le nom commun japonais. Uchi = intérieur, Intérieur pourpre. Il est parfois orthographié avec un trait d'union: Uchi-murasaki.
Dai Nihon Nōkai (1896) le mentionne (n°238) comme Citrus decumena = C. maxima. Masayoshi Sawamura (1990) lui donne le nom de C. grandis Osbeck forma. Benikawa. Citrus × aurantium subf. benikawa (Yu.Tanaka) M.Hiroe (Forest Pl. Hist. Jap. Islands 1: 225, 1974) figure chez Kew Garden, mais le terme qui n'est pas reconnu par Gbif.

## Phylogénie

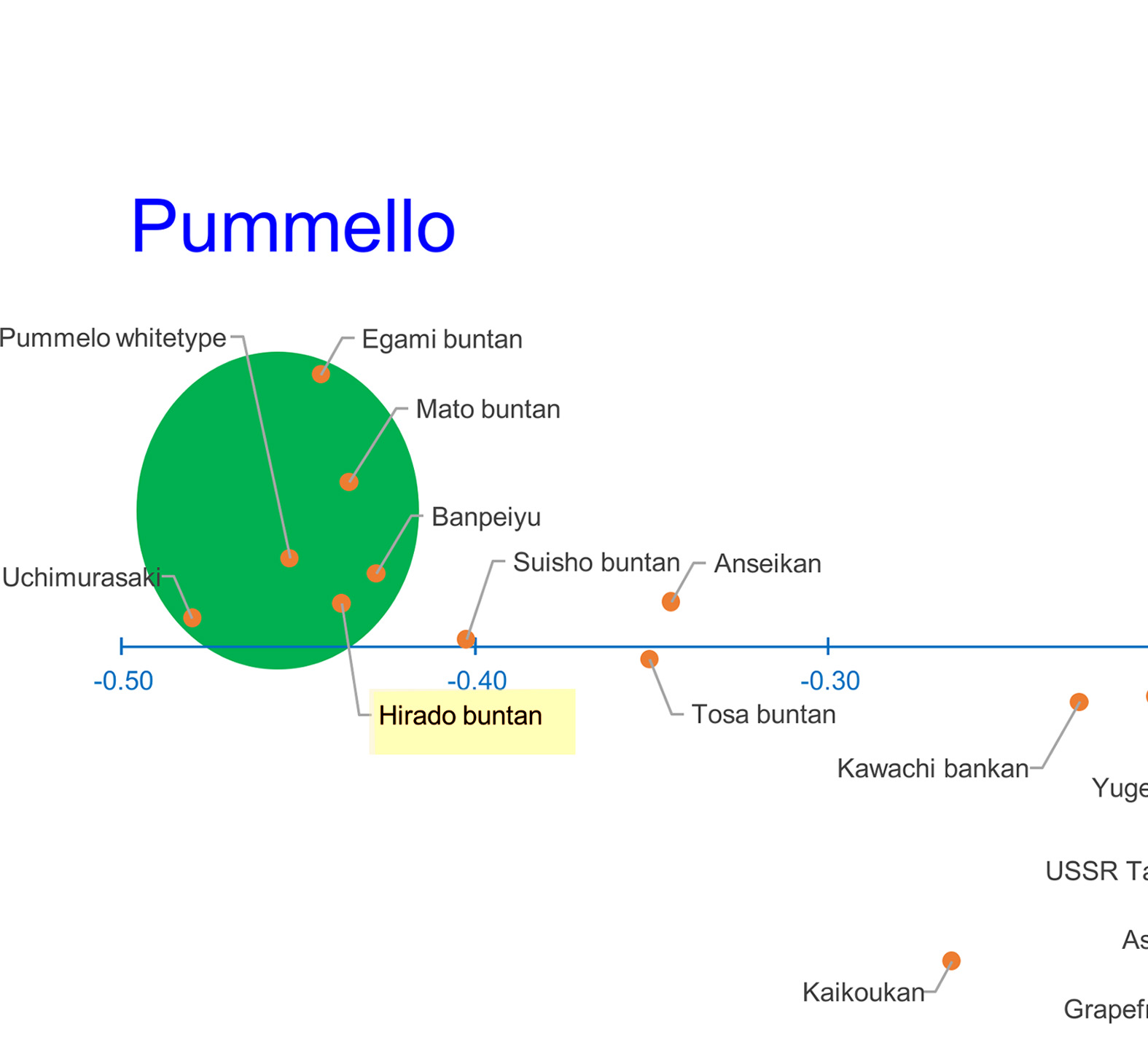
Le pole pamplemousse chez T. Shimizu et al. avec chez Uchimurasaki la plus forte distance génétique parmi une centaine d'agrumes asiatiques.

Tokurou Shimizu et al. (2016) donnent une carte des distances génétiques de 6 variétés de C. maxima dans le pole génétique ancestral pamplemoussier (Hirado buntan, Banpeiyu, Egami buntan, Mato buntan, le pamplemoussier blanc et Uchimurasaki bien distincts de Tosa buntan et de Suicho) dans laquelle Uchimarasaki est le moins hybridé des pamplemousses.

## Spécificités
Le fruit est un beau pamplemousse légèrement aplati qui pèse de 800 à 1 500 g. La texture de la pulpe est moelleuse, peu sucrée et avec une note amère. L'apparence est proche du Banpeiyu mais la chair d'Uchimurasaki est partiellement violacée alors que les classiques japonais sont jaunes.

### Huile essentielle
M. Sawamura et al. ont publié une analyse de l'huile essentielle en 1990. Le limonène est à 92.3%, niveau le plus élevé des pamplemousses (le plus bas est banpeiyu). Le β-cubébène est un sesquiterpène relativement abondant dans l'Uchimurasaki et chez Hirado. En 2000 la présence de Nootkatone (sesquiterpenoide à notre de cède typique de Citrus paradisi y apparait à un niveau significatif 0.09% derrière Mato buntan). Dans son Citrus essential oil (2010) Sawamura le compare un plus grand nombre de pamplemousses ('Anseikan' y est le plus riche en  limonène avec 96.15%). L'huile essentielle d'Uhimurasaki se distingue par un haut niveau de myrcène (3.18% <2% chez les autres pamplemousse sauf exception de Banhakuyu - Citrus grandis 'Banhakuyu') et elle est l'unique avec une trace de trans-géraniol (note de citronnelle). Elle est très rarement extraite.

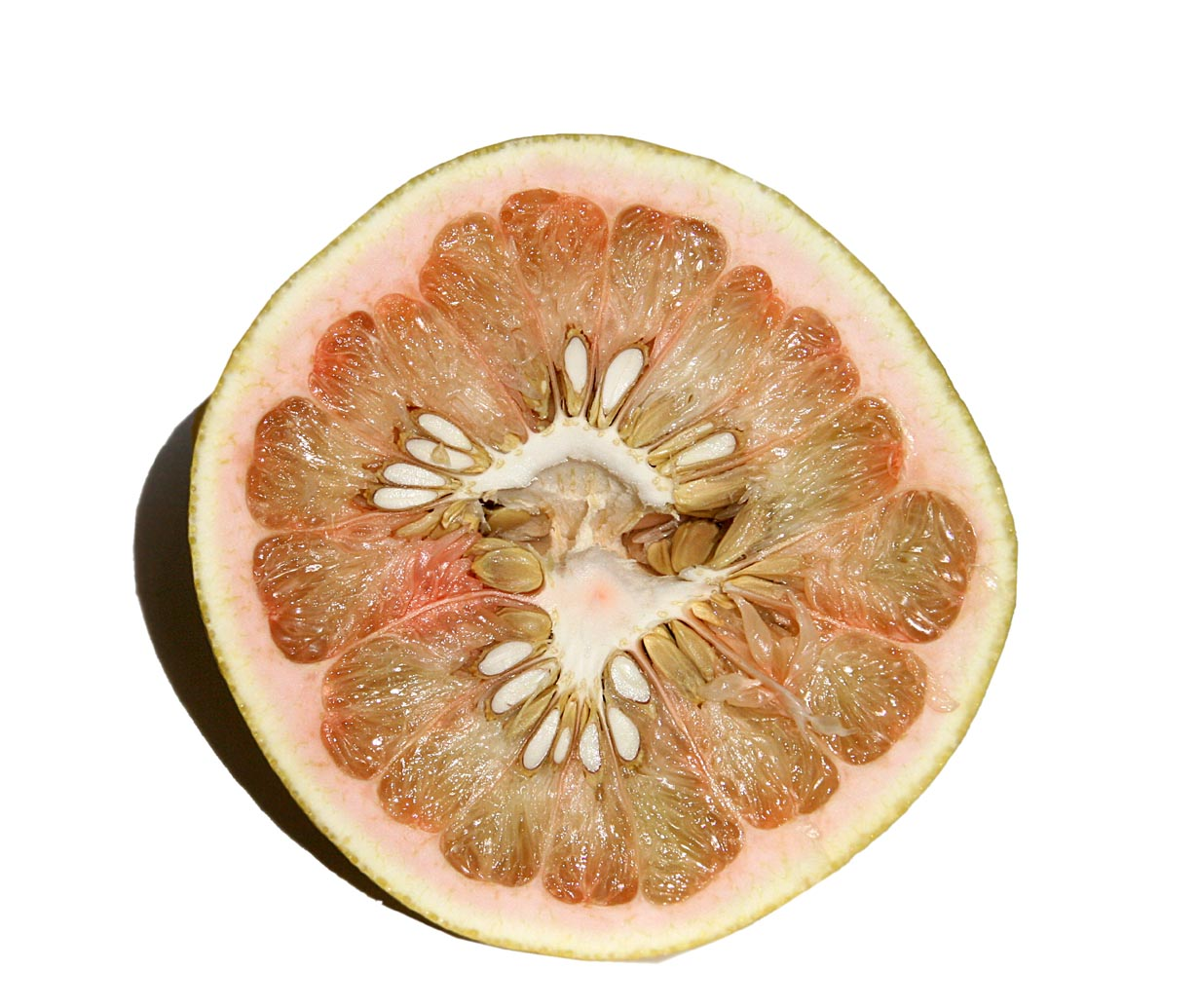
Coloration rose-violet de la périphérie de la pulpte d'Uchimurasaki.

### Dans la culture japonaise
L'origine n'est pas connue. Sa culture est mentionnée en 1904 dans la préfecture de Shizuoka . Il aurait été importé sous forme de graines aux USA en 1909 (n°27033. Citrus sp.) mais ne figure pas dans la collection Givaudan UCR (ni dans la collection Inra de San Giuliano). La Parfumerie moderne écrit en 1920 sur les agrumes japonais:  «Les variétés les plus abondantes [de pamplemousses] sont Uchimurasaki et Zabon (fruits d’hiver)». Sa culture se perpétue dans la préfecture de Nagasaki et dans la préfecture de Kōchi. De nos jours il est transformé en confiture dont la couleur est appréciée. Il n'est pas mentionné dans l'Encyclopédie des fruits du NARO (2016), le seul pamplemousse coloré étant 紅まどか (Bénimadoka).

#### Coloration
La coloration rosée borde la pulpe spécialement vers l'extérieur donnant en coupe un aspect floral. 'Egami buntan' cultivé dans la préfecture de Nagasaki a une pulpe assez rose s'étendant dans l'albédo et proche d'Uchimurasaki.